# Sam Kootz
Sam Kootz, eigentlich Samuel Melvin Kootz (* 1898 in Portsmouth (Virginia); † 1982 in New York) war ein US-amerikanischer Galerist. Kootz gilt als bedeutender Förderer der Abstrakten Expressionisten.

## Leben
Kootz studierte an der University of Virginia Rechtswissenschaften. Nachdem er das Studium 1921 beendet hatte und kurz als Anwalt gearbeitet hatte, übersiedelte er nach New York und arbeitete dort als Kundenbetreuer bei einer Werbeagentur. In dieser Zeit publizierte er sein erstes Buch, „Modern American Painters“ (1930), das sich mit den zeitgenössischen amerikanischen Avantgarde-Künstlern beschäftigte. 1930 wechselte er zum Modedesign. In diese Zeit fielen viele Künstlerkontakte zur New Yorker Avantgarde, so konnte Kootz Stuart Davis als Designer gewinnen. 1942 kuratierte er eine Ausstellung mit Abstrakten Expressionisten im Warenhaus Macy’s, 1942 erschien sein zweites Buch „New Frontiers in American Painting“, in dem die Abstrakten Expressionisten erstmals beschrieben wurden. Im folgenden Jahr beschloss er, eine Galerie zu eröffnen. Zu den ersten Künstlern der Galerie gehörten Robert Motherwell, Adolph Gottlieb, Hans Hofmann und William Baziotes.
Nach dem Zweiten Weltkrieg war Kootz der erste, der 1947 Pablo Picasso eine Retrospektive in den USA widmete. Picasso überredete Kootz, ihn exklusiv zu vertreten. Kootz willigte ein und schloss seine Galerie. Doch nur wenig später eröffnete er erneut eine Galerie auf der Madison Avenue. Seine erste Ausstellung hier widmete er erneut den Abstrakten Expressionisten. In der Folgezeit konzentrierte er sich auf diese Künstler. Die Galerie wurde zum wichtigen Treffpunkt und Ausstellungsort der New Yorker Kunstszene.
1966 schloss Kootz die Galerie, weil er glaubte, die Galerie habe ihre Berechtigung verloren.

## Bedeutung
Neben Betty Parsons’ Galerie und der Galerie „Art of This Century“ von Peggy Guggenheim war Kootz’ Galerie die bedeutendste im New York der 1940er und 1950er Jahre. Kootz gehörte zu den wichtigen Förderern Abstrakter Expressionisten wie Motherwell, Baziotes und Jackson Pollock. Wegweisend waren die Ausstellungen „The Intrasubjectives“ im Herbst 1949 und die mit Greenberg und Schapiro konzipierte Schau „Talent 1950“, die die zweite Generation der Abstrakten Expressionisten vorstellte. Kootz galt als umtriebiger Geschäftsmann, der auch dafür sorgte, dass der Abstrakte Expressionismus über die Grenzen der USA hinaus bekannt wurde.

## Werke
- Modern American Painters. New York, 1930
- New Frontiers in American Painting. Hasting House, New York, 1942
- Puzzle in paint. New York, 1943
- Women; a collaboration of artists and writers. New York